# Кривцовский мемориал
Мемориальный комплекс «Кривцовский мемориал» — памятник Великой Отечественной войны, расположенный в Болховском районе Орловской области в память о сражениях с немецкими войсками в «Долине смерти» на пойме рек Ока и Зуша на участке от Болхова до Новосиля с осени 1941 по лето 1943 гг.

## Описание и изображения
Комплекс состоит из двух частей: монумент погибшим воинам в виде 15-метровой пирамиды и площади траурных церемоний с двумя братскими могилами, где воздвигнут 9-метровый обелиск и горит «Вечный огонь славы».
Возле обелиска выложенная плиткой дорожка,вдоль которой стоят плиты с обозначением воинских частей и соединений,участвовавших в зимней фронтовой наступательной операции января--марта 1942 года.
16 сентября 1970 года состоялось открытие мемориального комплекса «Кривцовский мемориал». Авторы — архитектор С. И. Фёдоров, скульптор В. П. Басарев, художник А. И. Курнаков.
В 2012 году был заложен камень на месте, где будет стоять храм в честь погибших воинов.
В 2016 году памятник вошёл в десятку выдающихся мемориальных комплексов России, возведённых в память о советских воинах, погибших на полях Великой Отечественной войны.
Неподалёку от мемориала находится захоронение В. Н. Лаврова — русского генерала, героя русско-турецкой войны 1877—1878 гг.

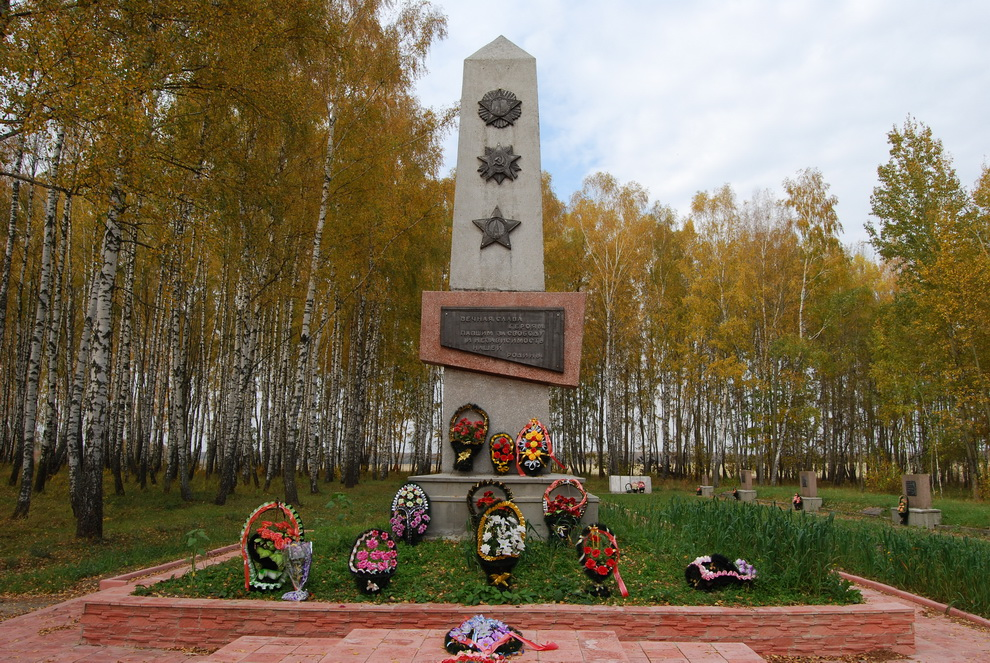
Обелиск
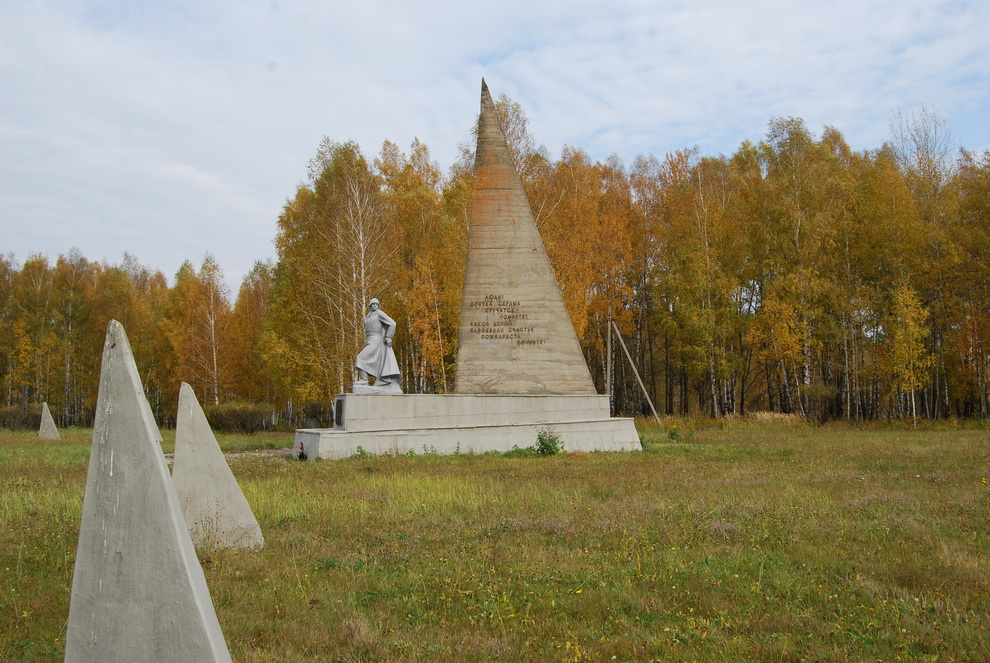
Стела
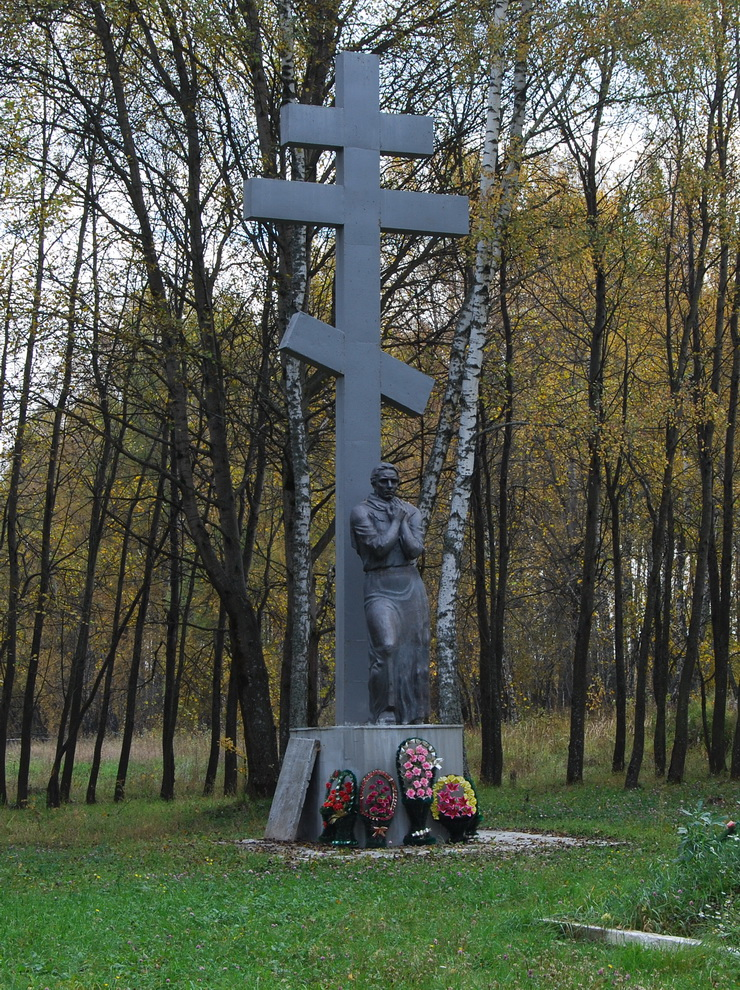
Памятник «Скорбящая мать»
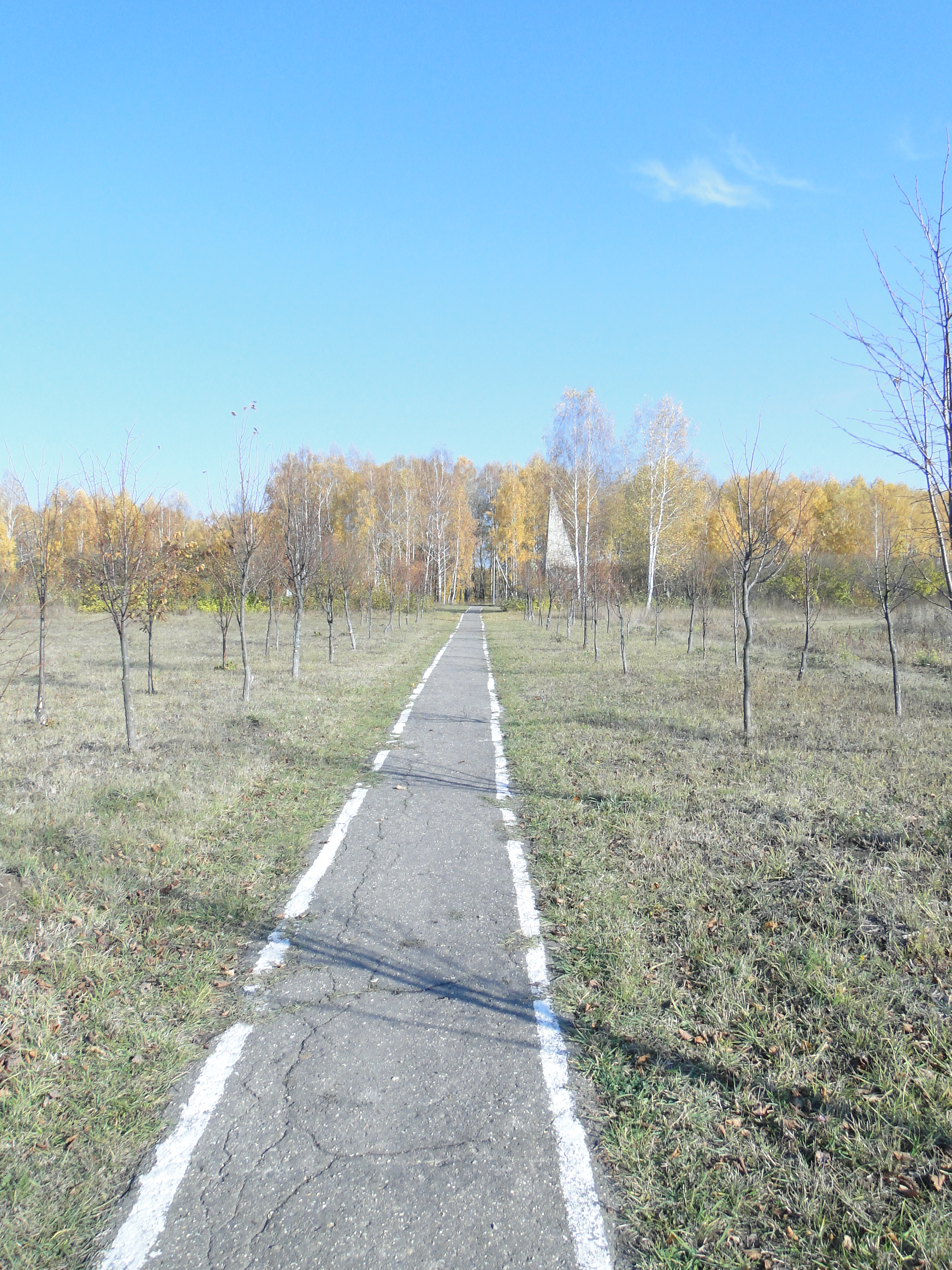
Дорога к Кривцовскому мемориалу